# Thorey-sous-Charny
Thorey-sous-Charny ist eine französische Gemeinde mit 193 Einwohnern (Stand 1. Januar 2022) im Département Côte-d’Or in der Region Bourgogne-Franche-Comté. Sie gehört zum Kanton Semur-en-Auxois und zum Arrondissement Montbard.
Nachbargemeinden sind Normier im Nordwesten, Saint-Thibault im Norden, Beurizot im Nordosten, Gissey-le-Vieil im Osten, Blancey im Südosten, Mont-Saint-Jean im Süden, Charny im Südwesten und Noidan im Westen.

## Bevölkerungsentwicklung
| Jahr                       | 1962 | 1968 | 1975 | 1982 | 1990 | 1999 | 2008 | 2015 |
| -------------------------- | ---- | ---- | ---- | ---- | ---- | ---- | ---- | ---- |
| Einwohner                  | 223  | 211  | 199  | 187  | 191  | 153  | 188  | 163  |
| Quellen: Cassini und INSEE |      |      |      |      |      |      |      |      |